# Shelley Fabares
Michele Ann Marie „Shelley” Fabares (ur. 19 stycznia 1944 w Santa Monica w stanie Kalifornia) – amerykańska aktorka i piosenkarka.
Jej najbardziej znana piosenka Johnny Angel w 1962 zajęła szóste miejsce w zestawieniu roku Billboard Hot 100.